# Kanton Boppard
Der Kanton Boppard (franz.: Canton de Boppard) war einer von zwölf Verwaltungseinheiten, in die sich das Arrondissement Koblenz im Rhein-Mosel-Departement gliederte. Der Kanton war in den Jahren 1798 bis 1814 Teil der Ersten Französischen Republik und des Ersten Französischen Kaiserreichs (1804–1814).
Vor der Annexion des linken Rheinufers im Ersten Koalitionskrieg gehörte der Verwaltungsbezirk des Kantons Boppard hauptsächlich zum Kurfürstentum Trier, die Gemeinde Rhens zum Kurfürstentum Köln und die Gemeinden Alken und Oberfell waren als Kondominium gemeinschaftlicher kurkölnischer und kurtrierischer Besitz.
Im Jahre 1814 wurde das Rhein-Mosel-Departement und damit auch der Kanton Boppard vorübergehend Teil des Generalgouvernements Mittelrhein und kam 1815 aufgrund der auf dem Wiener Kongress getroffenen Vereinbarungen zum Königreich Preußen. Unter der preußischen Verwaltung ging der Kanton Boppard im 1816 neu gebildeten Kreis St. Goar im Regierungsbezirk Koblenz auf.

## Verwaltungsgliederung
Der Kanton Boppard gliederte sich in 24 Gemeinden mit 58 Ortschaften, die von vier Mairies verwaltet wurden. Im Jahr 1808 lebten im Kanton insgesamt 10.338 Einwohner.

### Mairie Boppard
Zur Mairie gehörten vier Gemeinden mit insgesamt 4047 Einwohnern; Bürgermeister: Heinrich Joseph Knoodt. 
Gemeinden:
- Boppard
- Hirzenach, seit 1976 Ortsbezirk von Boppard
- Salzig, seit 1976 Ortsbezirk von Boppard
- Weiler, seit 1976 Ortsbezirk von Boppard

### Mairie Halsenbach
Zur Mairie Halsenbach (Halzenbach) gehörten sieben Gemeinden mit insgesamt 1282 Einwohnern; Bürgermeister: Collet (1808), Michael Bergmann (1811). 
Gemeinden:
- Basselscheid, seit 1935 Ortsteil von Emmelshausen
- Bickenbach
- Buchholz, seit 1976 Ortsbezirk von Boppard
- Halsenbach
- Herschwiesen, seit 1976 Ortsbezirk von Boppard
- Kratzenburg
- Ney

### Mairie Niederfell
Zur Mairie gehörten 24 Ortschaften in sechs Gemeinden mit insgesamt 2232 Einwohnern; Bürgermeister: Johann Sabel.
Gemeinden:
- Alken
- Dieblich
- Niederfell
- Nörtershausen
- Oberfell
- Oppenhausen, seit 1976 Ortsbezirk von Boppard

### Mairie Rhens
Zur Mairie Rhens gehörten zwölf Ortschaften in sieben Gemeinden mit insgesamt 2705 Einwohnern; Bürgermeister: Will (1808), Friedrich Iser (1811). 
Gemeinden:
- Brey
- Capellen, später Kapellen-Stolzenfels genannt, seit 1969 der Koblenzer Stadtteil Stolzenfels
- Niederspey, seit 1969 Ortsteil von Spay
- Oberspey, seit 1969 Ortsteil von Spay
- Rhens
- Udenhausen, seit 1976 Ortsbezirk von Boppard
- Waldesch